# Carpococcyx viridis
El cuco terrestre de Sumatra o cuclillo terrestre de Sumatra (Carpococcyx viridis) es una especie de ave cuculiforme de la familia Cuculidae endémica de los bosques tropicales del sudoeste de Sumatra, en los montes Basiran. No se conocen subespecies.

## Características
Es un cuco grande, con 55 cm de largo, y con una gran cola. Su plumaje es negro, con un pico verdoso, piernas fuertes y en la órbita de su ojo una mancha violeta que torna azul hacia la parte frontal.

## Estado de conservación
El cuco terrestre de Sumatra se halla en peligro crítico de extinción. Antes de que fuera redescubierta y fotografiada por Andjar Rafiastanto en noviembre de 1997 en el Parque nacional de Bukit Barisan Selatan, esta especie estaba considerada extinta, y sólo era conocida por ocho especímenes disecados que se guardan en algunos museos, datado el más reciente en 1916.
Su población se estimaba, en el 2006, en unos 250 ejemplares. En el 2007, su canto fue grabado por primera vez, lo que ayudará a futuro a poder encontrar más cucos terrestres de Sumatra para saber con mayor exactitud su estado de conservación . 